# فرودگاه اینهامبانه
فرودگاه اینهامبانه (به انگلیسی: Inhambane Airport) یک فرودگاه همگانی با کد یاتا INH است که یک باند فرود ماسه دارد و طول باند آن ۸۰۰ متر است. این فرودگاه در کشور موزامبیک قرار دارد و در ارتفاع ۹ متری از سطح دریا واقع شده‌است.

## شرکت‌های هواپیمایی و مقصدهای پروازی
| شرکت‌های هواپیمایی       | مقصدهای پروازی            |
| ----------------------- | ------------------------- |
| LAM Mozambique Airlines | ناموپلا، ماپوتو، کوئلیمین |